# Sapudi
Sapudi (indonesisch Pulau Sapudi, maduresisch Polo Sapodây oder Polo Podây) ist eine indonesische Insel nordöstlich von Java.

## Geographie
Sapudi ist die größte der Sapudi-Inseln und zweitgrößte Insel des Regierungsbezirks (indonesisch Kabupaten) Sumenep, nach Kangean. Sie liegt in der Javasee, 20 Kilometer östlich der Insel Madura und westlich der Insel Raas. Zwischen Madura und Sapudi befinden sich die Insel Gili Iyang und das Tembaga Reef. Die Ostküste Sapudis liegt an der Straße von Raas, die Westküste an der Straße von Sapudi.
Die Insel hat eine Fläche von etwa 130 km². Im Südosten steigt Sapudi auf 120 m an.
Bekannt ist die Insel für ihren Bestand von Calophyllum inophyllum-Bäumen. Deren Früchte kann man essen und daraus Öl gewinnen, das Holz wird für Boote verwendet.

## Administration und Einwohner
Administrativ gehört die Insel zum Regierungsbezirk Sumenep der Provinz Ostjava (indonesisch Jawa Timur). Zu Sumenep gehören auch die anderen Sapudi-Inseln und der Osten der Insel Madura.
Sapudi teilt sich in zwei Distrikte (indonesisch Kecamatan). Den Nordteil nimmt Nonggunong ein mit den administrativen Dörfern (indonesisch Desa) Nonggunong (1.537 Einwohner, Zensus 2010), Rosong (892 Einwohner), Sokarame Pesisir (2.950 Einwohner), Ostsokarame (Sokarame Timur, 1.586 Einwohner), Sonok (2.932 Einwohner), Somber (Sumber, 587 Einwohner), Talaga (1.769 Einwohner) und Tanahmerah (Tanah Merah, 941 Einwohner). Der Distrikt hat insgesamt 13.194 Einwohner.
Das Zentrum und der Süden der Insel bilden den Distrikt Gayam. Zu ihm gehören die administrativen Dörfern Gayam (3.771 Einwohner), Westgendang (Gendang Barat, 2.887 Einwohner), Ostgendang (Gendang Timur, 1.871 Einwohner), Jambuir (1.739 Einwohner), Kalowang (4.102 Einwohner), Zentralkarang (Karang Tengah, 1.817 Einwohner), Nyamplong (1.123 Einwohner), Pancor (7.286 Einwohner), Prambanan (4.845 Einwohner) und Tarebung (2.862 Einwohner). Der Distrikt hat 32.303 Einwohner.
Die Insel Sapudi hat insgesamt 32.303 Einwohner (2010). Als lokale Sprache dient der östliche Dialekt des Maduresischen. Der Großteil der Bevölkerung sind Muslime.

## Geschichte
Sapudi gehörte zum Herz der Sumenep-Kultur. Der Legende nach regierte hier Adipoday über Sapudi und die umgebenden Inseln. Er gilt als der mutmaßliche Vater von Jokotole, dem Volksheld von Madura. Das Grab von Adipoday befindet sich in Nyamplong, im Westen der Insel, und gilt als Zentrum einer spirituellen Kraft. Regelmäßig pilgern Menschen zum Grab, zum Meditieren und Beten. Adipoday soll auch für die Calophyllum inophyllum-Bäume verantwortlich sein. Angeblich ordnete er die Anpflanzung auf der Insel an. Auch die Rinderzucht soll Adipoday auf der Insel eingeführt haben. Sapudi ist bekannt für Stierrennen, die hier angeblich erfunden wurden.
1895 gab es auf Sapudi und dem benachbarten Raas 286 Segelboote, sogenannte Perahu und Letelete. Sie dienten zum Handel, so zum Transport der auf der Insel gezüchteten Rinder und fuhren bis Singapur und Medan. 1903 waren es sogar 440 Boote. In den frühen 1980er-Jahren wurden die Boote motorisiert. In den letzten Jahrzehnten sank jedoch die Bedeutung des Rinderhandels, da Auswanderer im Süden Kalimantans und auf Madura als Konkurrenz auftraten.

## Transport
In Gayam, dem Hauptort der Insel an der Südküste, gibt es einen steinernen Pier. Hierhin fährt auch die Fähre von Kalianget auf Java innerhalb von vier Stunden. Perahu fahren auch von Dungkek auf Madura aus zu einem Strand an der Westküste Sapudis. Am westlichsten Punkt der Insel steht im Dorf Tribung ein 59 Meter hoher Leuchtturm, der 1887 gebaut wurde und noch immer im Betrieb ist. Der achteckige, weiße Turm markiert die Durchfahrt durch die Straße von Sapudi.